# In Tranzit
In Tranzit (bra: Vítimas da Guerra) é um filme dirigido por Tom Roberts dos gêneros drama romântico e guerra lançado em 2008. É baseado na história real de prisioneiros de guerra alemães em um campo de trabalho soviético após a Segunda Guerra Mundial . 

## Elenco
- Thomas Kretschmann ... Max
- Vera Farmiga ... Natalia
- Daniel Brühl ... Klaus
- Nathalie Press ... Zina
- Natalie Press ... Zina
- Patrick Kennedy ... Peter
- John Lynch ... Yakov
- Guy Flanagan ... Hans
- Phillip Azarov ... Ivan

## Recepção
Em sua crítica no Laramie Movie Scope, Robert Roten avaliou com um "B" dizendo que "nunca cria um momento dramático, mas dá algumas voltas e reviravoltas interessantes e tem um ar de autenticidade."